# 희생자 게임
《희생자 게임》(중국어 간체자: 谁是被害者, 정체자: 誰是被害者, 병음: Shuí shì bèi hài zhě 스이스베이하이저[*], 한자음: 수시피해자, 영어: The Victims' Game 더 빅팀스 겜[*])는 타이완의 텔레비전 드라마.

## 등장 인물
- 장샤오취안 - 팡이런(方毅任) 역
- 쉬웨이닝 - 쉬하이인(徐海茵) 역
- 왕스셴- 자오청콴(趙承寬) 역
- 황허 - 유청하오(游诚皓) 역
- 리무 - 샤오멍(晓孟) 역
- 린신루 - 리야쥔(李雅均) 역